# Henri Dartigues

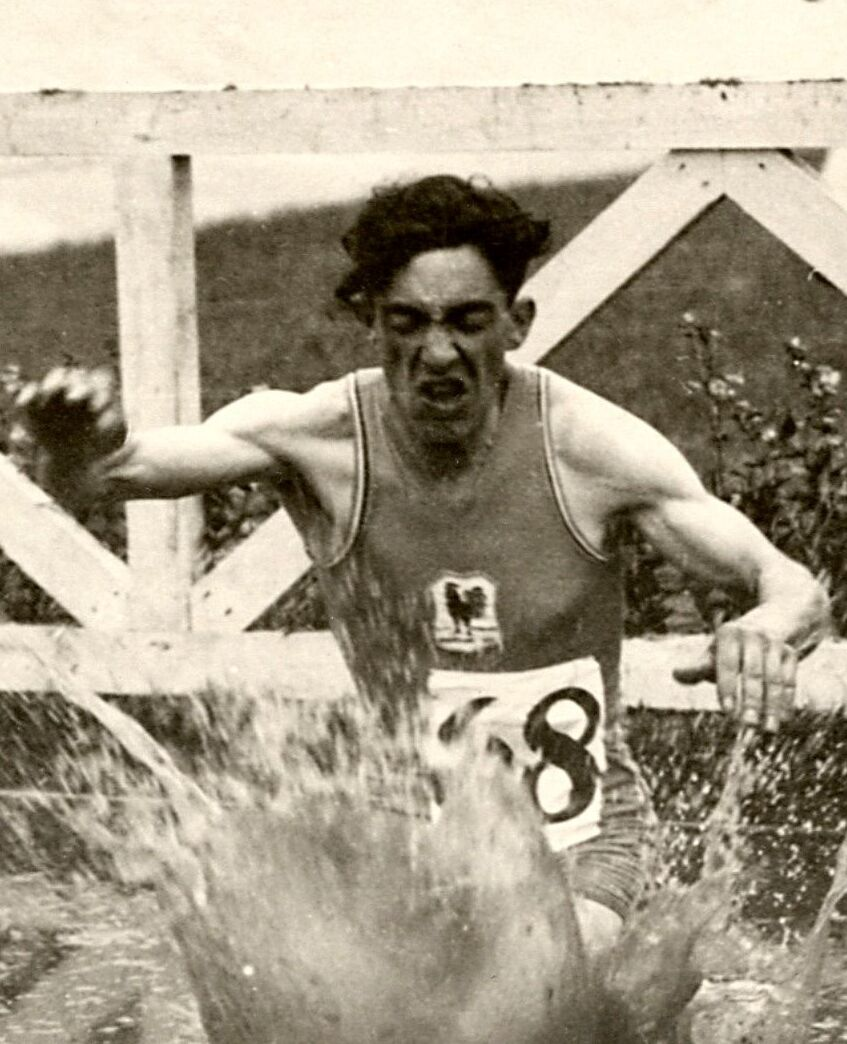
Henri Dartigues (1928)

Henri Dartigues (* 16. September 1902 in Bordeaux; † 7. September 1967 in La Garenne-Colombes) war ein französischer Hindernis- und Crossläufer.
Bei den Olympischen Spielen 1928 in Amsterdam wurde er Fünfter über 3000 m Hindernis. 1929 gewann er Silber beim Cross der Nationen.
1928 und 1929 wurde er Französischer Meister über 3000 m Hindernis. Seine persönliche Bestzeit in dieser Disziplin von 9:27,0 min stellte er am 28. Juni 1929 in Colombes auf.